# Joshua Tasche
Joshua Tasche (8 de septiembre de 1995) es un deportista alemán que compite en bobsleigh. Ganó una medalla de plata en el Campeonato Europeo de Bobsleigh de 2024, en la prueba cuádruple.

## Palmarés internacional
| Campeonato Europeo | Campeonato Europeo  | Campeonato Europeo | Campeonato Europeo |
| Año                | Lugar               | Medalla            | Prueba             |
| ------------------ | ------------------- | ------------------ | ------------------ |
| 2024               | Innsbruck (Austria) | Medalla de plata   | Cuádruple          |